# 朝陽洞石窟
朝陽洞石窟位於四川省巴中市巴州區，文物遺址年代判定為清。2012年7月16日公佈為第八批四川省文物保護單位。
朝陽洞石窟位於四川省巴中市巴州區城西75公里的觀音井鎮鳳儀村一組，原名“朝陽洞廟”，占崖壁面積4525平方米，共有造像14龕（窟）39尊，碑碼11通，圓雕像5尊，座西向東。朝陽洞石窟造像內容豐富，儒、釋、道三教合一，主要內容為佛、夫子、老君、觀音、文殊、普賢、牛王、藥王、濟公、玉皇大帝、彩繪太極圖等，另有清代乾隆、嘉慶、道光、咸豐、光緒年間的題記、楹聯等。造像形式基本為兩類，即摩崖造像和圓雕造像，題記依崖面而刻。朝陽洞石窟是巴中地區明-清時期三教合一造像之精華。造像融夫子、老君、觀音、文殊、普賢、藥王、玉皇、文昌等於一處，或一龕三教，規模最大，內容豐富，造型生動，構思巧妙，雕刻精細。2001年朝陽洞石窟被巴州區人民政府公佈為區（縣）級文物保護單位。